# Ölandsfåk

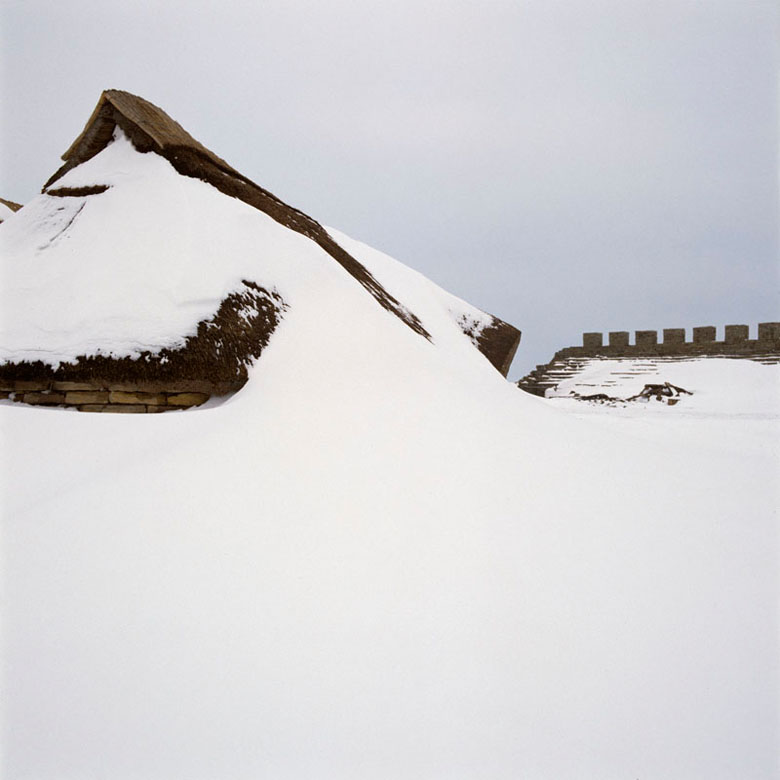
Ölandsfåken skapar ofta höga snödrivor, som här på Eketorps fornborg, vintern 1994.

Ölandsfåk är en form av snöoväder i kombination med hårda vindar som förekommer på Öland.
Ölandsfåken, när den slår till, tvingar ölänningarna att stanna inomhus, ibland även efter ovädrets slut då dörrar och fönster kan ha snöat för.
Av flera anledningar orsakar fåken problem. Snön och vinden skapar kraftiga snödrev som försämrar sikten. Höga snödrivor kan täcka dörrar eller fönster. Samtidigt kan det vara snöfritt på åkrar och öppna platser.
En av de värsta fåkarna sedan början av 1900-talet inträffade den 13 februari 1956.
Fåken har skildrats litterärt av Ölandsförfattarna Margit Friberg (i "Röster på Öland", 2005) och Johan Theorin (i "Nattfåk", 2008). Även Marie Bengts (i pusseldeckaren ”Inferno i snö”, 2021).